# Список компаній, що застосовували санкції під час російсько-української війни
Перша хвиля економічних санкцій була запроваджена 2014 року після Анексії Криму та початку російсько-української війни на Донбасі. Чергову хвилю санкцій почали запроваджувати в лютому-березні 2022 року, після початку повномасштабного вторгнення окупаційних військ РФ до України.
Через війну багато країн запровадили санкції проти РФ, а компанії припинили співпрацю. Це спричинило великі втрати російської економіки.
Станом на початок лютого 2023 року, лише 9 % із майже півтори тисячі світових компаній вийшли з російського ринку.

## Список

### A
| Компанія         | Сфера                                            | Офіс                        | Країна          | Призупинені послуги                                                                                        | Початок                                            | Кінець | Деталі |
| ---------------- | ------------------------------------------------ | --------------------------- | --------------- | --- | -------------------------------------------------- | ------ | ------ |
| Adidas           | Одяг                                             | Герцогенаурах               | Німеччина       | Партнерство з російським футбольним союзом                                                                 | 2 березня, 2022                                    |        |        |
| Airbnb           | Оренда житла                                     | Сан-Франциско               | США             | Вся діяльність                                                                                             | 2022                                               |        |        |
| Airbus           | Виробництво літаків                              | Лейден                      | Нідерланди      | Припинення обслуговування літаків російських авіакомпаній                                                  | 2 березня, 2022                                    |        |        |
| AMD              | Виробництво напівпровідників                     | Санта Клара, Каліфорнія     | США             | Продаж продукції в Росії                                                                                   | 2022                                               |        |        |
| American Express | Фінансові послуги                                | Нью-Йорк                    | США             | Всі відносини з російськими банками                                                                        | 2 березня, 2022                                    |        |        |
| Amazon.com       | Інтернет-сервіси                                 | Сіетл                       | США             | Amazon Web Services                                                                                        | 6 лютого 2015                                      |        |        |
| Amway            | Прямі продажі                                    | Ада тауншип, Мічиган        | США             | |                                                    |        |        |
| ApiX-Drive       | Технології                                       | Таллінн                     | Естонія         | Припинення роботи з користувачами з Росії                                                                  | 2022                                               |        |        |
| Apple Inc.       | Комп'ютерне обладнання та програмне забезпечення | Купертіно, Каліфорнія       | США             | Зупинка роботи: - App Store, - Apple Developer, - Apple Pay Припинення продажів продукції                  | 17 січня 2015, 1 березня, 2022 (Apple Pay, retail) |        |        |
| ASOS             | Онлайн рітейлер                                  | Лондон, Велика Британія     | Велика Британія | Припинення продажів у РФ                                                                                   | 2 березня, 2022                                    |        |        |
| Aston Martin     | Спорткари                                        | Gaydon, Уорвікшир, Британія | Велика Британія | Припинення продажів у РФ                                                                                   | 2 березня, 2022                                    |        |        |
| Autodesk         | Програмне забезпечення                           | Сан Рафаель, Каліфорнія     | США             | Бізнес у РФ                                                                                                | 2022                                               |        |        |
| Avast Software   | Програмне забезпечення                           | Прага, Чехія                | Чехія           | Припинили продажі в Росію і призупинили всю діяльність                                                     | 2022                                               |        |        |
| Avid Technology  | Технології                                       | Берлінгтон, Массачусетс     | США             | Припинені продажі та підтримка для всіх клієнтів, користувачів і торгових посередників у Росії та Білорусі | 2022                                               |        |        |

### B
| Компанія               | Сфера                                                                | Офіс                    | Країна          | Призупинені послуги                                                                                | Початок       | Кінець          | Деталі |
| ---------------------- | -------------------------------------------------------------------- | ----------------------- | --------------- | -------------------------------------------------------------------------------------------------- | ------------- | --------------- | ------ |
| Balenciaga             | Одяг                                                                 | Доностія, Сан Себастьян | Іспанія         | Зупинення продажів у РФ                                                                            | 2022          |                 |        |
| BASF                   | розвідка нафти й газу                                                |                         | Німеччина       | закриття Wintershall Dea, спільного підприємства з LetterOne російського олігарха Михайла Фрідмана | січень 2023   |                 |        |
| Bentley                | Виробник та продавець машин високого класу                           | Cricklewood, Лондон     | Велика Британія | Експорт в Росію                                                                                    | 2022          |                 |        |
| Blizzard Entertainment | Комп'ютерні ігри                                                     | Ірвайн, Каліфорнія      | США             | World of Warcraft, Diablo, Starcraft                                                               | 6 лютого 2015 | 28 березня 2016 |        |
| Boeing                 | Літаки, гвинтокрили, ракети, супутники, телекомунікаційне обладнання | Чикаго                  | США             | Підтримка та обслуговування російських авіакомпаній                                                | 2022          |                 |        |
| Bokaldo Group          | Фінансові послуги                                                    | Лондон                  | Велика Британія | Вся діяльність                                                                                     | 2022          |                 |        |
| Bolt                   | Таксі, кар-шерінг і сервіс доставки їжі                              | Таллінн                 | Естонія         | Співпраця з російськими компаніями                                                                 | 2022          |                 |        |
| British Petroleum      | Нафто-, газовидобувна діяльність                                     | Лондон                  | Велика Британія | Позбулися частки в «Роснафті»                                                                      | 2022          |                 |        |
| BMW                    | Машини високого класу та мотоцикли                                   | Мюнхен                  | Німеччина       | Експорт машин до Росії                                                                             | 2022          |                 |        |

### C
| Компанія    | Сфера                | Офіс                  | Країна          | Призупинені послуги                                                               | Початок        | Кінець | Деталі |
| ----------- | -------------------- | --------------------- | --------------- | --------------------------------------------------------------------------------- | -------------- | ------ | ------ |
| Cadillac    | Виробник автомобілів | Детройт               | США             | Бізнес у Росії                                                                    | 2022           |        |        |
| Carlsberg   | Пивоваріння          | Вестербро, Копенгаген | Данія           | Експорт та зупинка інвестицій до Росії                                            | 4 березня 2022 |        |        |
| CEX.io      | Обмін криптовалют    | Лондон                | Велика Британія | Реєстрація нових користувачів з України, Росії та Білорусі, обмеження на операції | 2022           |        |        |
| Continental | Виробник автошин     | Ганновер              | Німеччина       | Зупинка виробництва (з другої спроби)                                             | 2023           |        |        |
| Chevrolet   | Автомобілі           | Детройт               | США             | Експорт машин до Росії                                                            | 2022           |        |        |
| Cisco       | Технології           | Сан Хосе, Каліфорнія  | США             | Зупинка бізнес-операції у Росії                                                   | 2022           |        |        |

### D
| Компанія          | Сфера                                   | Офіс              | Країна    | Призупинені послуги           | Початок     | Кінець     | Деталі |
| ----------------- | --------------------------------------- | ----------------- | --------- | ----------------------------- | ----------- | ---------- | ------ |
| Dassault Aviation | Виробник літаків                        | Париж             | Франція   | Постачання літаків Falcon     | 2022        |            |        |
| Decathlon         | виробництво і ритейл спортивних товарів | Лілль             | Франція   | продаж російських активів     | січень 2023 |            |        |
| Dell              | Комп'ютерне обладнання                  | Round Rock, Texas | США       | Продажі в Росії               | 26.01.2015  |            |        |
| Dell              | Комп'ютерне обладнання                  | Round Rock, Texas | США       | Вся робота в РФ               |             | 26.08.2022 |        |
| DHL               | Поштовий оператор                       | Бонн              | Німеччина | Доставки з та до Росії        | 2022        |            |        |
| Disney            | Розваги та медіа                        | Лос-Анджелес      | США       | Театральні постановки в Росії | 2022        |            |        |

### E
| Компанія    | Сфера                     | Офіс                  | Країна | Призупинені послуги                                     | Початок       | Кінець | Деталі |
| ----------- | ------------------------- | --------------------- | ------ | ------------------------------------------------------- | ------------- | ------ | ------ |
| eBay        | Інтернет                  | Campbell, Каліфорнія  | США    |                                                         | 6 лютого 2015 |        |        |
| Enel        | Енергетика                |                       | Італія | продаж російських активів та вихід із ринку РФ          | жовтень 2022  |        |        |
| Ericsson    | Телекомунікації           | Кіста, Стокгольм      | Швеція | Продаж в Росії                                          | 2022          |        |        |
| Exxon Mobil | Нафто- та газова компанія | Ірвінг, Техас         | США    | Операції з газопроводом «Сахалін-1», інвестиції в Росії | 2022          |        |        |
| EPAM        | Технології                | Ньютаун, Пенсільванія | США    | Послуги користувачам з росії                            | 2022          |        |        |

### F
| Компанія | Сфера                   | Офіс                   | Країна | Призупинені послуги                                                                                    | Початок      | Кінець | Деталі |
| -------- | ----------------------- | ---------------------- | ------ | --- | ------------ | ------ | ------ |
| FAA      | Транспорт та логістика  | Вашингтон              | США    | Заборона російським літакам та авіалініям прольоту та використання цивільного повітряного простору США | 2022         |        |        |
| Facebook | Соціальна мережа        | Menlo Park, Каліфорнія | США    | Видалення російських державних каналів ЗМІ                                                             | 2022         |        |        |
| Ford     | Виробництво автомобілів | Dearborn, Michigan     | США    | Закриття трьох заводів на території Росії                                                              | 2019         |        |        |
| Fujitsu  | виробник електроніки    |                        | Японія | ліквідація російської юрособи (заплановано)                                                            | серпень 2024 |        |        |

### G
| Компанія       | Сфера                         | Офіс         | Країна | Призупинені послуги                       | Початок                                      | Кінець | Деталі |
| -------------- | ----------------------------- | ------------ | ------ | ----------------------------------------- | -------------------------------------------- | ------ | ------ |
| Gazprom-Media  | Медіа                         | Москва       | Росія  | НТВ                                       | 1 січня 2015                                 |        |        |
| General Motors | Виробництво автомобілів       | Детройт      | США    | Торгівля автомобілями з РФ                | 28 лютого 2022                               |        |        |
| Google         | Інтернет, комп'ютерна техніка | Маунтейн В'ю | США    | - Google Chrome, - Google Play, - AdSense | 30 січня, 2015, 1 березня, 2022 (Google Pay) |        |        |
| GoDaddy        | Доменні імена                 | Скоттсдейл   | США    | Реєстрація доменів                        | 29 січня 2015                                |        |        |

### H
| Компанія        | Сфера                            | Офіс               | Країна         | Призупинені послуги              | Початок        | Кінець | Деталі |
| --------------- | -------------------------------- | ------------------ | -------------- | -------------------------------- | -------------- | ------ | ------ |
| Hewlett-Packard | Комп'ютерна техніка              | Пало Альто         | США            | Торгівля продуктами              | 26 січня 2015  |        |        |
| Harley Davidson | Виробництво мотоциклів           | Мілвокі, Вісконсин | США            | Торгівля з Росією                | 1 березня 2022 |        |        |
| H&M             | Одяг, легка промисловість        | Вестерос           | Швеція         | Продаж одягу в Росії             | 2022           |        |        |
| Hesburger       | Швидке харчування                |                    | Фінляндія      | робота в росії                   | 12.04.2022     |        |        |
| Hitachi Energy  | енергетичне обладнання           | Токіо              | Японія         | продаж активів, зупинка роботи   | січень 2023    |        |        |
| Hyundai         | автомобілі                       |                    | Південна Корея | продаж російської філії          | січень 2024    |        |        |
| Huhtamäki       | Виробник упакувальних матеріалів | Еспоо              | Фінляндія      | припинення всіх операцій в росії | 14.04.2022     |        |        |

### I
| Компанія                           | Сфера                              | Офіс      | Країна | Призупинені послуги | Початок    | Кінець | Деталі |
| ---------------------------------- | ---------------------------------- | --------- | ------ | --- | ---------- | ------ | ------ |
| IKEA                               | Рітейл                             | Ельмгульт | Швеція | Закриття магазинів у Росії | 2023       |        |        |
| Ingenico                           | термінали для безготівкової оплати |           |        | припинення роботи на ринку РФ | 03.2023    |        |        |
| Intesa Sanpaolo                    | банківські послуги                 | Турин     | Італія | вихід з ринку РФ | 04.2023    |        |        |
| IOC (Індійська нафтова корпорація) | Нафтогазова компанія               |           | Індія  | Виключення з тендеру кількох сортів нафти з високим вмістом сірки, в тому числі російської Urals. Раніше ця компанія купувала великі обсяги російської нафти | 12.04.2022 |        |        |

### J
| Компанія | Сфера  | Офіс     | Країна | Призупинені послуги                                                | Початок | Кінець | Деталі |
| -------- | ------ | -------- | ------ | ------------------------------------------------------------------ | ------- | ------ | ------ |
| JYSK     | Рітейл | Brabrand | Данія  | Закриття магазинів з 3 березня. Повний вихід з ринку РФ 30 березня | 2022    |        |        |

### K
| Компанія                | Сфера                 | Офіс  | Країна  | Призупинені послуги                                   | Початок       | Кінець | Деталі |
| ----------------------- | --------------------- | ----- | ------- | ----------------------------------------------------- | ------------- | ------ | ------ |
| KingsIsle Entertainment | Інтернет              | Plano | США     | Wizard101, Pirate101                                  | 3 лютого 2021 |        |        |
| Kyivstar                | Комунікації           | Київ  | Україна |                                                       |               |        |        |
| KUNA                    | Обмінник криптовалюти | Київ  | Україна | закриття рублевих пар, депозитів та поповнень рублями | 2022          |        |        |

### L
| Компанія | Сфера               | Офіс    | Країна  | Призупинені послуги | Початок | Кінець | Деталі |
| -------- | ------------------- | ------- | ------- | ------------------- | ------- | ------ | ------ |
| Lego     | Виробництво іграшок | Billund | Данія   | доставка іграшок    | 2022    |        |        |
| Lifecell | Комунікації         | Київ    | Україна |                     |         |        |        |

### M
| Компанія   | Сфера                                         | Офіс               | Країна    | Призупинені послуги                                                                                              | Початок                         | Кінець | Деталі |
| ---------- | --------------------------------------------- | ------------------ | --------- | --- | ------------------------------- | ------ | ------ |
| Microsoft  | Програмне забезпечення та комп'ютерна техніка | Редмонд            | США       | Продаж продуктів у РФ                                                                                            | 2022                            |        |        |
| Michelin   | Guide                                         |                    | Франція   | - Рекомендації ресторанів у Росії - Промислова діяльність (15.03.2022) - Продаж виробничої компанії в Давидовому | 2022-2023                       |        |        |
| Maersk     | Водний транспорт                              | Копенгаген         | Данія     | Доставка | 2022                            |        |        |
| MasterCard | Банкінг                                       | Purchase, New York | США       | |                                 |        |        |
| McDonald's | Швидке харчування                             | Оук-Брук           | США       | 3 ресторани, з 2022 припинили роботу в Росії                                                                     | 2014 (частково) 2022 — повністю |        |        |
| Metro      | Продаж                                        | Дюссельдорф        | Німеччина | 3 магазини |                                 |        |        |

### N
| Компанія | Сфера                             | Офіс                      | Країна | Призупинені послуги                                                                              | Початок | Кінець | Деталі |
| -------- | --------------------------------- | ------------------------- | ------ | ------------------------------------------------------------------------------------------------ | ------- | ------ | ------ |
| Netflix  | Стримінгова платформа, кінозйомка | Scotts Valley, Каліфорнія | США    | Закрито всі майбутні проєкти та покупки з Росії, припинення показу ТБ-каналів на території Росії | 2022    |        |        |
| Nike     | Мережа магазинів                  | Бівертон                  | США    | Магазини в РФ                                                                                    | 2022    |        |        |
| Nvidia   | Комп'ютерна техніка               |                           |        | У березні 2022 було зупинено продажі, а в жовтні повністю закрито офіси в Росії                  | 2022    |        |        |

### O
| Компанія | Сфера    | Офіс                 | Країна | Призупинені послуги  | Початок | Кінець | Деталі |
| -------- | -------- | -------------------- | ------ | -------------------- | ------- | ------ | ------ |
| oDesk    | Інтернет | Campbell, Каліфорнія | США    | workforce management |         |        |        |

### P
| Компанія | Сфера                                    | Офіс     | Країна    | Призупинені послуги      | Початок       | Кінець | Деталі |
| -------- | ---------------------------------------- | -------- | --------- | ------------------------ | ------------- | ------ | ------ |
| PayPal   | Банкінг                                  | Сан Хосе | США       |                          | 22 січня 2015 |        |        |
| Payoneer | Банкінг                                  | Нью-Йорк | США       |                          |               |        |        |
| Porsche  | manufacturer and marketer of luxury cars | Штутгарт | Німеччина | Експорт товарів до Росії | 2022          |        |        |

### R
| Компанія | Сфера                  | Офіс             | Країна          | Призупинені послуги                                                         | Початок | Кінець | Деталі |
| -------- | ---------------------- | ---------------- | --------------- | --------------------------------------------------------------------------- | ------- | ------ | ------ |
| Shell    | Нафтогазова корпорація | Лондон, Британія | Велика Британія | партнерство з Газпромом, включно з проєктом Сахалін-2 і Північним потоком-2 | 2022    |        |        |

### S
| Компанія           | Сфера                           | Офіс          | Країна          | Призупинені послуги                                           | Початок        | Кінець | Деталі |
| ------------------ | ------------------------------- | ------------- | --------------- | ------------------------------------------------------------- | -------------- | ------ | ------ |
| Siemens            | Industrial manufacturing        | Мюнхен        | Німеччина       | зупинка нових бізнесів                                        | 2022           |        |        |
| Skrill             | Банкінг                         | Лондон        | Велика Британія |                                                               |                |        |        |
| Societe Gerenerale | Банкінг                         |               | Франція         | продаж часток на $75 млн колишньому підрозділу. ПАТ «Росбанк» | 2024           |        |        |
| Sony               | Multinational conglomerate      | Мінато, Токіо | Японія          | Film releases in Russia                                       | 2022           |        |        |
| Spotify            | Потокове аудіо та медіа-сервіси | Стокгольм     | Швеція          | Оплата підписки, повне призупинення роботи                    | 11 квітня 2022 |        |        |
| Swarovski          | Producer of glass               | Wattens       | Австрія         | Продаж на території Росії                                     | 2022           |        |        |
| SWIFT              | Financial Telecommunication     | Брюссель      | Бельгія         | Відключення 7 російських банків від системи SWIFT             | 2022           |        |        |

### T
| Компанія  | Сфера     | Офіс          | Країна                       | Призупинені послуги                  | Початок | Кінець | Деталі |
| --------- | --------- | ------------- | ---------------------------- | ------------------------------------ | ------- | ------ | ------ |
| TikTok    | Соцмережа | Пекін         | Китайська Народна Республіка | російські державні телеканали        | 2022    |        |        |
| Trafigura | Trading   |               | Сінгапур                     | інвестиції                           | 2022    |        |        |
| Twitter   | Соцмережа | Сан Франциско | США                          | блокування деяких державних акаунтів | 2022    |        |        |

### U
| Компанія | Сфера          | Офіс              | Країна | Призупинені послуги                                          | Початок        | Кінець | Деталі |
| -------- | -------------- | ----------------- | ------ | ------------------------------------------------------------ | -------------- | ------ | ------ |
| Unilever | Засоби гігієни |                   |        | бренди Dove, Axe, Rexona, Чиста лінія, Domestos, Cif та інші | 8 березня 2022 |        |        |
| UPS      | Логістика      | Атланта, Джорджія | США    | доставка                                                     | 2022           |        |        |

### V
| Компанія   | Сфера                                  | Офіс                 | Країна    | Призупинені послуги                                                              | Початок       | Кінець | Деталі |
| ---------- | -------------------------------------- | -------------------- | --------- | -------------------------------------------------------------------------------- | ------------- | ------ | ------ |
| Valve      | Комп'ютерні ігри та комп'терна техніка | Bellevue, Washington | США       | Steam                                                                            | 11 січня 2015 |        |        |
| Visa Inc.  | Банкінг                                | Foster City          | США       |                                                                                  |               |        |        |
| Volkswagen | Автовиробник                           | Берлін               | Німеччина | - експорт до РФ (2022) - продаж активів у РФ (травень 2023)                      | 2022          |        |        |
| Volvo      | Автовиробник                           | Гетеборг             | Швеція    | - виробництво та продаж у РФ (лютий 2022) - плани про повний продає бізнесу в РФ | 2022          |        |        |

### W
| Компанія    | Сфера             | Офіс     | Країна  | Призупинені послуги                                          | Початок | Кінець | Деталі |
| ----------- | ----------------- | -------- | ------- | ------------------------------------------------------------ | ------- | ------ | ------ |
| Warner Bros | Кінематограф      | Голлівуд | США     | релізи фільмів у РФ                                          | 2022    |        |        |
| WhiteBIT    | Обмін криптовалют | Гонконг  | Гонконг | Реєстрація нових користувачів з Росії, обмеження на операції | 2022    |        |        |

### X
| Компанія | Сфера               | Офіс | Країна | Призупинені послуги                              | Початок      | Кінець | Деталі |
| -------- | ------------------- | ---- | ------ | ------------------------------------------------ | ------------ | ------ | ------ |
| Xerox    | Копіювальні апарати |      | США    | Зупинка експорту (березень 2022), продаж юрособи | жовтень 2023 |        |        |

### Y
| Компанія | Сфера     | Офіс      | Країна | Призупинені послуги       | Початок | Кінець | Деталі |
| -------- | --------- | --------- | ------ | ------------------------- | ------- | ------ | ------ |
| YouTube  | Соцмережа | Сан Матео | США    | російські державні канали | 2022    |        |        |

### Z
| Компанія              | Сфера                                        | Офіс                | Країна          | Призупинені послуги                                                                               | Початок      | Кінець | Деталі |
| --------------------- | -------------------------------------------- | ------------------- | --------------- | ------------------------------------------------------------------------------------------------- | ------------ | ------ | ------ |
| Zara                  | Одяг                                         | Ла Корунья, Іспанія | Іспанія         | Inditex, власник мережі, продав російський бізнес своєму ліванському франчайзі Daher group        | жовтень 2022 |        |        |
| Zaha Hadid Architects | британське дизайнерське та архітектурне бюро | Лондон              | Велика Британія | Припинили роботу над своїми проектами в Росії                                                     | 2022         |        |        |
| Žďas                  | Промислове виробництво                       |                     | Чехія           | Припинення бізнесу в Росії                                                                        | 2022         |        |        |
| Zetor                 | Сільськогосподарська техніка                 |                     | Чехія           | Припинення продажів до Росії                                                                      | 2022         |        |        |
| ZF Friedrichshafen AG | Виробник автозапчастин                       | Кюнцельзау          | Німеччина       | Експорт до Росії та виробництво в Росії                                                           | 2022         |        |        |
| Zoom                  | Комунікації                                  |                     | США             | Обмежує використання свого програмного забезпечення для російських компаній з державними активами | 2022         |        |        |

### Є
| Компанія                 | Сфера               | Офіс              | Країна            | Призупинені послуги                                         | Початок        | Кінець | Деталі |
| ------------------------ | ------------------- | ----------------- | ----------------- | ----------------------------------------------------------- | -------------- | ------ | ------ |
| Європейська мовна спілка | Об'єднання мовників | Женева, Швейцарія | Європейський Союз | Виключення членів з Росії, заборона участі в «Євробаченні». | 25 лютого 2022 |        |        |

### К
| Компанія            | Сфера         | Офіс  | Країна  | Призупинені послуги           | Початок | Кінець | Деталі |
| ------------------- | ------------- | ----- | ------- | ----------------------------- | ------- | ------ | ------ |
| Каннський фестиваль | Кінофестиваль | Канни | Франція | Заборона російський делегацій | 2022    |        |        |

### О
| Компанія | Сфера   | Офіс | Країна  | Призупинені послуги | Початок | Кінець | Деталі |
| -------- | ------- | ---- | ------- | ------------------- | ------- | ------ | ------ |
| Ощадбанк | Банкінг | Київ | Україна |                     |         |        |        |

### П
| Компанія   | Сфера   | Офіс   | Країна  | Призупинені послуги | Початок | Кінець | Деталі |
| ---------- | ------- | ------ | ------- | ------------------- | ------- | ------ | ------ |
| Приватбанк | Банкінг | Дніпро | Україна |                     |         |        |        |

### У
| Компанія | Сфера | Офіс             | Країна            | Призупинені послуги | Початок | Кінець | Деталі |
| -------- | ----- | ---------------- | ----------------- | --- | ------- | ------ | ------ |
| УЄФА     | Спорт | Ньйон, Швейцарія | Європейський Союз | Дискваліфікація московського «Спартака» з розіграшу Ліги Європи УЄФА 2021—2022, всіх команд та збірних РФ із турнірів УЄФА, відхилення запиту РФС на проведення Євро-2028 та Євро-2032 |         |        |        |